# Andrija III. Mlečanin
Andrija III. Mlečanin (mađ. III Velencei András) (?, 1265. – Budim, 14. siječnja 1301.) je hrvatsko-ugarski kralj (1290.  – 1301.), posljednji muški izdanak dinastije Arpadovića koja je vladala Ugarskom od 10., a Hrvatskom od 12. stoljeća.

## Prilike prije stupanja na vlast
Andrija je bio sin nepriznatog ugarskog kraljevića Stjepana Postuma i Mlečanke Tomasine Morosini. Njegov se otac rodio iz trećeg braka kralja Andrije II. (1205. – 1235.) s Beatricom od Este-Ferrare. No uoči njegovog rođenja kralj je umro, a nasljednik Bela IV. (1235. – 1270.) nije htio priznati svog brata, optužujući Beatricu za bračnu nevjeru. Trudna Beatrica je preobučena u mušku odjeću pobjegla bratu Albertu u Italiju, gdje je rodila sina Stjepana. 
Stjepan se nakon dugog lutanja naselio u Mlecima i vjenčao Mlečankom Tomasinom Morosini. U ratu protiv Ugarske, Češka je podržavala Stjepana, ali se sklapanjem mira obvezala da će s tim prestati. Ubrzo potom, 1271. godine, umro je ostavivši udovicu i maloljetnog sina Andriju Mlečanina, na kojeg je prenio svoja prava na položaj hrvatskog hercega. Godine 1272. umro je kralj Stjepan V., a nasljedio ga je stariji sin Ladislav IV. Kumanac (1272. – 1290.), dok je mlađi sin Andrija zadobio čast hrvatskog hercega (1274. – 1278.) i vlast nad Hrvatskom. Zbog velikog nezadovoljstva vladavinom kralja Ladislava IV. Kumanca, dio plemstva je ogorčen bezvlađem u državi i kraljevim raskalašanim životom, počeo razmišljati da izabere novog kralja. Kada je herceg Andrija umro 1278. godine, situacija se dodatno zakomplicirala, jer je u tom trenutku Ladislav bio jedini zakonom priznati Arpadović.
Hrvatsko-Ugarsko kraljevstvo našlo se u velikoj krizi, kraljevska vlast je oslabila, a pojedini velikaški rodovi počeli su samovoljno vladati na svojim zemljama i uzurpirati kraljevska prava na njima. Kada su se Gisingovci 1289. godine digli protiv kralja Ladislava IV., pozvali su Andriju Mlečanina u Hrvatsku. On je spremno prihvatio poziv i došao početkom 1290. u pratnji svoga ujaka Alberta Morosinija u mletački Zadar, a odatle u Međimurje, gdje ga je zarobio neki velikaš i predao austrijskom vojvodi Albertu I., koji ga je zatočio. Kako su pobunjeni Kumani ubrzo potom ubili kralja Ladislava, Andrija je pozvan u Ugarsku da preuzme kraljevsku vlast. 

## Vladavina Andrije III. Mlečanina
Andrija III. (1290. – 1301.) je bio jedini preostali muški izdanak dinastije Arpadovića. Okrunio se 28. srpnja 1290. u Stolnom Biogradu, te oženio Fenonom Kujavskom, poljskom princezom iz dinastije Pjastovića, s kojom je dvije godine kasnije dobio kćer Elizabetu († o. 1338.). Međutim, jer je njegovom ocu osporavano legitimno pravo na srodstvo s Arpadovićima, protiv njega su se udružila tri moćna protivnika, poričući mu pravo na vlast. Prvo je protiv novoustoličenog kralja ustao njemački kralj Rudolf I. Habsburg (1273. – 1291.) koji je tvrdio je da je kralj Bela IV. predao Hrvatsku i Ugarsku u leno caru Fridriku II. za provale [[[Mongolsko Carstvo|Mongola]] 1241. godine, te je te zemlje predao svome sinu vojvodi Albertu I.
Protiv carevih težnji je istupio papa Nikola IV. (1288. – 1292.) ističući da su Ugarska i Hrvatska leno Svete Stolice. Uz njih dvojicu, protiv Andrije III. nastupila je i napuljska kraljica Marija, sestra kralja Ladislava IV. Kumanca, ističući da je ona jedina zakonita baštinica hrvatsko-ugarske krune, a svoja je prava prenijela na sina Karla Martela. Uz nju je pristao i papa, pa je papinski legat okrunio Karla Martela za kralja.
Međutim na Andrijinoj strani bila je cijela Ugarska. Kralj je objavio rat austrijskom vojvodi Albertu i porazio ga, pa je on odustao od svoje kandidature. Veći je problem bila anžuvinska stranka uz koju je pristala čitava Hrvatska, osobito moćni slavonski knezovi Gisingovci. Stoga je Andrija III. prešao rijeku Dravu i krenuo u rat da ih prislili na pokornost. Na povratku s uspješnog pohoda zarobio ga je slavonski ban Ivan Gisingovac i pustio tek nakon što mu je kralj isplatio veliki novčani iznos. Nakon što je oslobođen, kralj je doveo iz Mletaka svoju majku Tomasinu i ujaka Alberta Morosinija uz pomoć velikaške obitelji Babonića. Majci je dodijelio na upravu Hrvatsku i dio zapadne Ugarske uz naslov herceginje. Ona je tu dužnost obnašala do 1297. godine, kada je kralj svog ujaka Albertina Morosinija imenovao hercegom. 
Želeći pridobiti na svoju stranu moćne knezove Bribirske, napuljski Anžuvinci su im poklonili cijelu Hrvatsku od Gvozda do Neretve s nasljednim pravom. Na to je 1293. godine odgovorio kralj Andrija III., predavši bribirskima čitavu hrvatsko-dalmatinsku banovinu i nasljednu bansku čast, čime su knezovi Bribirski postali najmoćniji velikaši u Hrvatskoj, a svi plemići na tom području postali njihovi vazali.
U međuvremenu je kuga, koja je harala Italijom usmrtila Karla Martela te je novi papa Bonifacije VIII. (1294. – 1303.) uzeo u zaštitu Karlovog sina, Karla Roberta i proglasio ga hrvatsko-ugarskim kraljem. Uz to je u Ugarskoj na upražnjene biskupske stolice imenovao pristaše anžuvinske stranke.
Kako kralj Andrija III. nije imao muških potomaka ni s drugom suprugom Agnezom Austrijskom, namjeravao je nasljednikom proglasiti svog ujaka Albertina Morosinija. Kada se za to doznalo, izbila je velika pobuna, koja je još i više ojačala pristaše Karla Roberta, pa je mladi Karlo Robert uz pomoć knezova Bribirskih i u pratnji Jurja II. Šubića Bribirskog, brata bana Pavla I. Bribirskog, stigao u Hrvatsku. Kralj Andrija počeo se pripremati za rat, ali je u toku priprema iznenada umro i s njim je izumrla dinastija Arpadovića, koja je vladala u Hrvatskoj dva stoljeća. 
Kralj Andrija III. Mlečanin je umro 14. siječnja 1301., a nasljedio ga je Karlo I. Robert iz dinastije Anžuvinaca.